# Arnold Conrad Hansson
Arnold Conrad Hansson, född 26 april 1906 i Sölvesborg, Blekinge, död 9 maj 1986 i Kortedala, Göteborg, var en svensk sjöman, fartygsingenjör (maskinist) och driftmästare.

## Biografi
Arnold Conrad Hansson var son till Alfred Hansson (f. 1875) och Hulda Alexia Sjöström (1883–1965). Han gifte sig 14 oktober 1936 med Elsa Ingrid Viktoria Johansson (1908–1997) och de fick en son och en dotter.
Hansson tjänstgjorde åren 1927–1938 på sex olika fartyg. Han var först inmönstrad som motorelev på Trolleholm (1927–1928) och de följande tio åren som 2:e motormaskinist, eldare, maskinassistent samt 6:e och 4:e maskinist på Yngaren (1928–1929), Plato (1930), Gripsholm (1931), Braheholm (1933) och Drottningholm (1933, 1934–1938).
Under sin resa med handelsfartyget Yngaren, som avgick från Göteborg 21 juni 1928 med destination Australien och Söderhavsöarna (sannolikt Tonga, Samoa och Salomonöarna) och återkom till Göteborg 30 oktober 1929, fick Hansson med sig en "tapa", ett barktyg, sannolikt från Nokualofa på Tonga, som idag finns på Världskulturmuseet i Göteborg, en gåva 2022 från barnbarnet Camilla.